# 拜聰·般迪亞
拜聪·般迪亞（英語：Baichung Bhutia；印地語： बाईचुंग भुटिया ）(中文譯名般迪亞)（1976年12月15日—），出生於印度錫金丁基塔姆，是一位已退役藏族印度足球運動員。曾擔任過印度國家足球隊和東孟加拉隊長，因其腳下功夫技巧很好，因此獲得「狙擊手」綽號。
般迪亞職業生涯最先效力於印度職業足球聯賽傳統勁旅東孟加拉。1999年，般迪亞被英格蘭足球乙級聯賽球會貝利看中，成為有史以來第一位前往歐洲職業足球聯賽效力的印度球員。此外他曾短暫效力於馬來西亞的霹靂與雪兰莪MKL，當中曾代表霹靂出戰馬來西亞金杯。他亦是印度國家足球隊代表成員，並且一直擔任國家隊隊長。其中他曾代表印度贏得多項國際榮譽，包括LG盃與南亞足球錦標賽等。
在場外，般迪亞曾在印度實況舞蹈表演電視節目「 Jhalak Dikhhla Jaa」贏得冠軍，造成了許多爭議，他也曾經因為支持西藏獨立運動而拒絕參與奧運火炬傳遞活動。目前在南錫金縣納姆奇有一座以他名字命名的體育館，以紀念他在印度足球史上的偉大貢獻。

## 早期的生活
般迪亞出生於印度錫金丁基塔姆。他的爸爸與哥哥同樣也是一名足球運動員，他爸爸聶威爾更代表過印度國家足球隊比賽。般迪亞求學時也多次代表學校羽毛球、籃球和田徑隊出賽。錫金原本對運動不熱衷，然而在他的家人鼓勵下，般迪亞開始將體育放在他的人生第一順位，最終贏得學校增設的足球獎學金。

## 早期的職業生涯
般迪亞年青時期在校隊、錫金當地業餘球會有著許多發揮機會，前印度國家足球隊門將巴斯卡爾·甘古發現他的天賦，並培養般迪亞成為職業球員。

### 職業生涯
1993年，般迪亞離開學校，加入加爾各答職業球會東孟加拉。兩年後他轉會至賈加蒂特棉紡，最終在1996年-97年度助賈加蒂特棉紡贏得該屆印度職業足球聯賽冠軍。般迪亞更成為“ 1996年印度年度最佳球員”與進球榜冠軍 ，同時也贏得許多其他來自贊助商增設的獎項。1997年球季，般迪亞返回東孟加拉；當時般迪亞曾上演帽子戲法。在印度聯合會盃半決賽對莫亨巴根時，般迪亞協助東孟加拉以4-1擊敗對手，更個人獨取四個入球。

#### 貝里
1999年9月30日，般迪亞與英格蘭當地乙組隊伍貝利簽署一項為期三年的合同，因而成為第一位前往海外職業球會的印度球員。在之前般迪亞曾到富勒姆、西布朗維奇、阿斯頓維拉試訓，但都不被取錄。般迪亞更曾因簽證問題，險些不能在英格蘭亮相。直至1999年10月3對卡迪夫城，般迪亞終於獲得機會，以後備球員加入比賽，並還取得在英乙首個進球。由於般迪亞反復出現膝蓋傷患，他的最後一個英乙賽季只獲得3次上場機會。般迪亞在英格蘭的告別戰是在2001年8月27日，貝利以0-3慘敗給斯溫頓。

## 國際賽事
般迪亞首場代表印度隊的國際賽事是1995年印度對烏茲別克斯坦。2002年在越南舉行的LG盃邀請賽，印度隊與東道主越南隊打平2比2需加時比賽，般迪亞於加時下半場打進黃金進球，協助印度隊以3比2勝出。2003年首屆亞非運動會足球錦標賽，般迪亞為印度隊射進2球，也協助球隊於5月3日的半決賽戰勝辛巴威。 2007年印度舉行的尼赫魯杯，揭幕戰比賽時般迪亞為印度隊射進點球，協助球隊以6-0戰勝了柬埔寨。之後般迪亞還協助印度隊以1-0和3-0戰勝孟加拉國和吉爾吉斯。般迪亞於決賽更為球友傳球射進致勝球，以1-0擊敗敘利亞，助印度贏得冠軍。
在1997年的南亞錦標賽，般迪亞在決賽中射進一球，協助印度隊以5-1戰勝馬爾地夫隊。 2年後舉行的南亞錦標賽，印度隊擊敗孟加拉隊，成功地蟬聯冠軍。 般迪亞攻入第二個進球後，賽後被評為賽事最有價值球員。2005年南亞錦標賽小組賽階段，般迪亞於對不丹的賽事打進一球，助印度3-0戰勝不丹。2008年南亞錦標賽，印度隊4-0大勝尼泊爾，般迪亞個人在該比賽第34分鐘時取得一個進球。
2008年亞足聯挑戰杯半決賽中，印度隊以2-1擊敗土庫曼隊，般迪亞在賽事中獨取兩球，成功地帶領印度隊躋身最後名額；最後對塔吉克斯坦時，印度以4-1大勝，使印度能夠自動獲得2011年亞洲杯決賽週席位，般迪亞還當選為最有價值球員。
2009年1月14日印度隊作客香港踢一場友誼賽，般迪亞於下半場為印度隊射進一球把比分追和，可惜到最後印度隊以1-2敗給香港隊。

## 生活以外
感情方面，般迪亞現在有一位妻子，名字是Madhuri Tipnis。 
般迪亞成立“印度體育基金會”，幫助球員克服嚴重受傷；另外他也是印度足球運動員協會主席，專門處理印度足球一些問題，例如球員的個人保障、治療，還協助處理印度足球的財務方面問題，如養老金計劃等。 
般迪亞是一位熱愛潮流的足球運動員，也喜歡紋身文化，他的胳膊位置便有著一個紋身圖案。
2009年，般迪亞參加了印度的舞蹈節目<Jhalak Dikhhla Jaa>，並且與一系列印度紅星共舞。最後般迪亞獲得400萬獎金，他捐贈一半的獎金給慈善機構，另一半則分享給他的編舞家。般迪亞還表示，一些資金將用於災區。可是這對般迪亞的足球事業方面造成很大爭議，因為他當時效力的莫亨巴根正在聯賽中處於水深火熱之中，由於般迪亞要參與真人秀，導致他錯過一場足球表演賽，以及一些團訓時間。